# Kapaa
Kapaa, stad i Kauai County, Hawaii, USA med cirka 9 472 invånare (2000). Den har enligt United States Census Bureau en area på totalt 25,9 km² varav 0,6 km² är vatten. 